# الجيل الرابع من الحروب

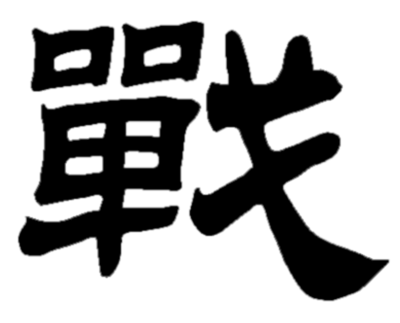

الجيل الرابع من الحروب (4GW): هو صراع يتميز بعدم وضوح الخطوط الفاصلة بين الحرب والسياسة والمقاتلين والمدنيين.
يشير الجيل الرابع من حروب الأجيال الحديثة، إلى خسارة الدول القومية لاحتكارها شبه الكامل للقوات المقاتلة، والعودة إلى أوضاع الصراع الشائعة في العصر ما قبل الحديث.
يشمل التعريف الأبسط للجيل الرابع من الحروب أي حرب يكون فيها أحد المشاركين الرئيسين ليس دولة، بل جهة فاعلة غير حكومية عنيفة. تشتمل الأمثلة الكلاسيكية لهذا النوع من الصراع، على انتفاضة الرقيق على يد سبارتاكوس (حرب العبيد الثالثة)، التي سبقت مفهوم الحرب الحديث.

## عناصر الحرب
يُعرّف الجيل الرابع من الحروب بأنه الصراعات التي تنطوي على العناصر التالية:
- معقدة وطويلة الأمد.
- الإرهاب (الأُسلوب).
- قاعدة غير وطنية أو متعددة الجنسيات، لا مركزية للغاية.
- هجوم مباشر على ثقافة العدو، بما في ذلك أعمال الإبادة الجماعية ضد المدنيين.
- الحرب النفسية والبروباغندات المتقدمة للغاية، من خلال التلاعب في وسائل الإعلام، ومتصيدي الإنترنت، وبرامج الروبوت والقانون.
- استخدام جميع الضغوط المتاحة، السياسية والاقتصادية والاجتماعية والعسكرية.
- الصراعات منخفضة الحدة، والتي يشارك فيها ممثلون من جميع الشبكات.
- غير المقاتلين الذين يُعتبروا فرق تكتيكية مُحيرة.
- غياب التسلسل الهرمي.
- صغر الحجم، وتوافر شبكة الاتصالات والدعم المالي.
- استخدام تكتيكات التمرد أساليبًا للتخريب والإرهاب وحرب العصابات.

## نبذة تاريخية
وُصف مفهوم الجيل الرابع من الحروب أول مرة من قبل المؤلفين ويليام إس. ليند، والعقيد كيث نايتنغيل (الجيش الأمريكي)، والكابتن جون إف. شميت (قوات مشاة بحرية الولايات المتحدة USMC)، والعقيد جوزيف دبليو ساتون (الجيش الأمريكي)، والملازم أول غاري آي. ويلسون (قوات مشاة بحرية الولايات المتحدة الاحتياطية USMCR)، في مقال نُشر في جريدة مشاة البحرية عام 1989 بعنوان «الوجه المتغير للحرب: في الجيل الرابع». في عام 2006، بل ووسع توماس إكس. هامز، العقيد المتقاعد في قوات مشاة بحرية الولايات المتحدة، هذه الفكرة في كتابه «القاذفة والحجر».
يمكن إرجاع استخدام الجيل الرابع من الحروب إلى فترة الحرب الباردة، حيث حاولت القوى العظمى والقوى الكبرى الاحتفاظ بسيطرتها على المستعمرات والأراضي التي استولي عليها. استخدمت الجهات الفاعلة غير الحكومية وغير القادرة على تحمل القتال المباشر ضد المفجرين والدبابات والرشاشات، أساليب التعليم / البروباغندا، وبناء الحركات، والسرية، والإرهاب، و / أو التشويش للتغلب على الفجوة التكنولوجية.
غالبًا ما اشتمل الجيل الرابع من الحروب على جماعة متمردة أو جهة فاعلة غير حكومية عنيفة تحاول إقامة حكومتها أو إعادة تشكيل حكومة قديمة فوق السلطة الحاكمة الحالية. ومع ذلك، تميل الجهة الفاعلة غير الحكومية العنيفة إلى أن تكون أكثر نجاحًا دون محاولات رامية، على الأقل في المدى القصير، في فرض حكمها الخاص، ولكنها تحاول ببساطة إلغاء تشريع الدولة التي تقع فيها الحرب وسرعيتها. والهدف من ذلك هو إجبار خصوم الحكومة على إنفاق القوى العاملة والمال في محاولة لإقامة النظام، بطريقة مثالية تؤدي إلى زيادة الفوضى، مُجبرةً الحكومة أن تستسلم أو تنسحب.
غالبًا ما يظهر الجيل الرابع من الحروب في النزاعات التي تنطوي على دول فاشلة وحروب أهلية، لا سيما في النزاعات التي تنطوي على أطراف غير حكومية، أو قضايا عرقية أو دينية مستعصية أو فوارق عسكرية تقليدية جسيمة. تحدث العديد من هذه النزاعات في المنطقة الجغرافية التي وصفها توماس بي إم. بارنت، بالفجوة غير المندمجة، التي خاضتها بلدان تمتلك نواة وظيفية معولمة.

## نبذة
أطلق اسم حرب الجيل الرابع (4GW) على الحرب على المنظمات الإرهابية حسب المفهوم الأمريكي والتي يكون طرفي الحرب فيها جيش نظامي لدولة ما مقابل لا دولة أو عدو أو خلايا خفية منتشرة في أنحاء العالم .
واختلف المحللون الاستراتيجيون والعسكريون في تعريف أجيال الحروب فبعضهم من يعرفها بـ :
1. حرب الجيل الأول: هي الحرب التقليدية بين دولتين لجيشين نظاميين، الخبير العسكري والكاتب الأمريكي ويليام ليند يعرفها أنها حروب الحقبة من 1648 حتى 1860 حيث عرفت بالحروب التقليدية (بالإنجليزية: Conventional War)‏ بين جيوش نظامية وأرض معارك محددة بين جيشين يمثلون دول في حرب ومواجهة مباشرة .
2. حرب الجيل الثاني: يعرفها البعض بحرب العصابات (بالإنجليزية: Guerilla War)‏ والتي كانت تدور في دول أمريكا اللاتينية، الخبير الأمريكي ويليام ليند يعرفها بالحرب الشبيهة بالجيل الأول من الحروب التقليدية ولكن تم استخدام النيران والدبابات والطائرات بين العصابات والأطراف المتنازعة .
3. حرب الجيل الثالث: يعرفه البعض بالحروب الوقائية أو الاستباقية (بالإنجليزية: Preventive War)‏ كالحرب على العراق مثلاً، ويعرفها الخبير الأمريكي ويليام ليند ويوصفها بأنها طوُرَت من قبل الألمان في الحرب العالمية الثانية وسميت بحرب المناورات وتميزت بالمرونة والسرعة في الحركة واستخدم فيها عنصر المفاجأة وأيضاً الحرب وراء خطوط العدو .
4. حرب الجيل الرابع: اتفق الخبراء العسكريون بأن حرب الجيل الرابع هي حرب أمريكية صرفة طورت من قبل الجيش الأمريكي وعرفوها بـ«الحرب اللا متماثلة» (بالإنجليزية: Asymmetric Warfare)‏ حيث وجد الجيش الأمريكي نفسه يحارب لا دولة بعد أحداث 11 سبتمبر 2001، بمعنى آخر محاربة تنظيمات منتشرة حول العالم وهذه التنظيمات محترفة وتملك إمكانيات ممتازة ولها خلايا خفية تنشط لضرب مصالح الدول الأخرى الحيوية كالمرافق الاقتصادية وخطوط المواصلات لمحاولة إضعافها أمام الرأي العام الداخلي بحجة إرغامها على الانسحاب من التدخل في مناطق نفوذها ومثال على هذه التنظيمات : القاعدة .. الخ .

وتستخدم فيها وسائل الأعلام الجديد والتقليدي ومنظمات المجتمع المدني والمعارضة والعمليات الأستخبارية والنفوذ الأمريكي في أي بلد لخدمة مصالح الولايات المتحدة الأمريكية وسياسات البنتاغون .

## التعريف الموجز
الحرب الجديدة حسب تعريف أول من أطلقها في محاضرة علنية وهو البروفيسور الأمريكي «ماكس مايوراينگ» في معهد الأمن القومي الإسرائيلي حيث عرفها بنقاط مختصرة كالأتي :
| الجيل الرابع من الحروب | الحرب بالإكراه ، إفشال الدولة ، زعزعة استقرار الدولة ثم فرض واقع جديد يراعي المصالح الأمريكية | الجيل الرابع من الحروب |

## عناصر الحرب
- الإرهاب .
- قاعدة إرهابية غير وطنية أو متعددة الجنسيات .
- حرب نفسية متطورة للغاية من خلال الإعلام والتلاعب النفسي .
- تستخدم كل الضغوط المتاحة - السياسية والأقتصادية والاجتماعية والعسكرية .
- استخدام تكتيكات حروب العصابات والتمرد .